# 博斯基圣安娜
博斯基圣安娜（義大利語：Boschi Sant'Anna），是意大利威尼托大区维罗纳省的一个市镇。总面积8.97平方公里，人口1419人，人口密度158.2人/平方公里（2009年）。国家统计（ISTAT）代码为023010。